# Constitution des Îles Salomon
Pour un article plus général, voir Politique aux Îles Salomon.
Lire en ligne

Consulter

La Constitution des Îles Salomon est la loi suprême des Îles Salomon.

## Sources

## Compléments